# Karen Banks
Pour les articles homonymes, voir Banks.
Karen Banks est une pionnière des réseaux informatiques de nationalité britannique. Elle a été intronisée au Internet Hall of Fame en 2013.

## Biographie
Dans les années 1990, Karen Banks est responsable de la plateforme d'avant-garde GnFido proposée par le fournisseur internet à but non lucratif GreenNet (en). Cette plateforme permettait de transférer des techniques afin de fournir un accès Internet pour les particuliers et les organisations en Afrique, en Asie du Sud et en Europe. Karen Banks avec GreenNet est l'un des membres fondateurs de l'Association pour le progrès des communications. Elle a été aussi l'une des fondatrices en 1993 du Women's Networking Support Programme, devenu le Programme des droits des femmes, qui a pour but d’autonomiser les femmes grâce aux nouvelles technologies de l'information. Au sein de l'APC, elle coordonne ce programme entre 1996 à 2004.
En 1995, aux Nations-Unies lors de la Quatrième Conférence mondiale sur les femmes (en), le Women's Networking Support Programme a fourni un accès Internet et une adresse e-mail aux 10 000 délégués de la conférence, dont beaucoup n'avaient jamais vu une page web auparavant. Entre 1998 à 2001, Karen Banks a coordonné mondial Internet droits travail d'APC en Europe. En 2004, elle est devenue responsable du développement du réseau, elle est maintenant directrice des finances d'APC.
En 2004, elle a reçu le prix Anita Borg pour l'impact social de Institut Anita Borg pour les femmes et la technologie, en reconnaissance de ses « contributions significatives et durables dans les technologies ». En 2013, elle a été intronisée au Internet Hall of Fame.
Elle est membre du conseil de Privacy International, une ONG fondée en 1990, qui milite pour la défense des droits humains.